# 지킬 박사와 하이드씨 (1941년 영화)
《지킬 박사와 하이드씨》(영어: Dr. Jekyll and Mr. Hyde)는 미국에서 제작된 1941년 공포 영화이다. 빅터 플레밍이 연출과 제작을 맡고, 스펜서 트레이시 등이 출연하였다.
이 영화는 제5회 아카데미상 남우 주연상을 수상한 1931년 영화 《지킬 박사와 하이드씨》의 리메이크 작품이다.

## 줄거리
1887년 런던. 지킬 박사는 세상 모든 인간의 내면에는 선과 악이 존재한다고 믿으며 이를 화학의 힘을 빌어 불러내고자 한다. 실험에 들어간 지킬 박사가 혈청을 직접 본인 몸에 실험하면서 그의 사악한 제2의 자아인 하이드가 부상하고, 하이드는 뮤직홀에서 만난 술집 여성 아이비를 강제로 정부로 삼는다.

## 출연진
- 스펜서 트레이시
- 잉그리드 버그먼
- 라나 터너
- 도널드 크리스프
- 이언 헌터
- 바턴 매클레인
- C. 오브리 스미스
- 세라 올굿
- 윌리엄 태넌
- 빌리 베번
- 포러스터 하비
- 럼즈던 헤어
- 메리 필드

## 기타 제작진
- 미술: 대니얼 B. 캐스카트, 세드릭 기번스
- 의상: 에이드리언, 가일 스틸